# Vallenfyre
Vallenfyre  — британський дез-метал колектив заснований автором пісень та гітаристом Paradise Lost Ґреґором Макінтошем. До першого складу також приєдналися його товариші Адріан Ерландссон, Геміш Ґленкросс та Ян Маллінгер. Поштовхом до заснування сайду стала смерть батька Грегора від раку легень.

## Склад
- Ґреґор Макінтош — вокал, гітара
- Геміш Ґленкрос — гітара
- Валтері Вайрінен — ударні

## Дискографія

### Альбоми
- A Fragile King (2011)
- Splinters (2014)
- Fear Those Who Fear Him (2017)

### Інше
- Desecration (EP, 2011)
- The Great Divide (сингл 2014)
- The Last of Our Kind (сингл 2015)